# (26714) 2001 GL1
(26714) 2001 GL1 est un objet de la ceinture principale d'astéroïdes intérieure découvert en 2001.

## Description
(26714) 2001 GL1 a été découvert le 13 avril 2001 à l'observatoire Magdalena Ridge, situé dans le comté de Socorro, au Nouveau-Mexique (États-Unis), par le projet Lincoln Near-Earth Asteroid Research (LINEAR).

### Caractéristiques orbitales
L'orbite de cet astéroïde est caractérisée par un demi-grand axe de 1,92 UA, un périhélie de 1,78 UA, une excentricité de 0,07 et une inclinaison de 21,22° par rapport à l'écliptique. Du fait de ces caractéristiques, à savoir un demi-grand axe inférieur à 2 UA et un périhélie supérieur à 1,666 UA, il est classé, selon la JPL Small-Body Database, objet de la ceinture principale d'astéroïdes intérieure.

### Caractéristiques physiques
(26714) 2001 GL1 a une magnitude absolue (H) de 15,6 et un albédo estimé à 0,063.